# Финские наследственные заболевания
Финские наследственные заболевания (фин. Suomalainen tautiperintö, англ. Finnish heritage diseases) — название ряда наследственных патологий, распространённых преимущественно среди этнических финнов. Термин «финские наследственные заболевания» впервые появился в медицинской литературе в 1994 году и с тех пор приобрёл достаточно широкое распространение. Он может быть применён по отношению примерно к 40 наследственным патологиям. Следует отметить, что ни одно из этих заболеваний не ограничено исключительно финскими популяциями, однако они обнаруживают высокую частоту встречаемости именно среди них. Эти патологии чаще встречаются на севере и востоке страны. Можно отметить, что высокие частоты отдельных заболеваний концентрируются в изолированных регионах страны, и практически отсутствуют среди населения больших городов. Они не затрагивают другие народы, живущие в Финляндии — шведов, саамов или карелов.
Открытию и изучению финских наследственных заболеваний благоприятствовали следующие условия:
- сохранение традиционной структуры популяций в пределах ограниченных географических регионов страны
- высокий уровень медицинского обслуживания
- точные записи истории семьи в церковно-приходских книгах на протяжении десяти последних поколений.

В среднем 1 из 5 финнов является носителем генетического дефекта, связанного хотя бы с одним из финских наследственных заболеваний. Большинство из этих заболеваний носит аутосомно-рецессивный характер, то есть в случае, если и отец, и мать являются носителями одной и той же мутации, вероятность рождения больного ребёнка составляет 1/4. В настоящее время описаны и картированы большинство мутаций, приводящих к финским наследственным патологиям, что позволяет применять генетическое тестирование, пренатальную диагностику и генетическое консультирование. Распространение в финских популяциях определённых генетических болезней также вызывает дискуссии на тему евгеники и биоэтики.

## Причины возникновения
Подавляющая часть современных финнов происходит от небольшой популяции, сформировавшейся в результате миграций уральских племён в промежутке от 4 000 до 2 000 лет тому назад. Геногеографические исследования показывают низкое генетическое разнообразие финнов по сравнению с другими европейскими народами, а также подтверждают наличие эффекта основателя и эффекта бутылочного горлышка. Численность первоначальной популяции оценивается разными исследователями в 3 000 — 24 000 человек. К XIV веку численность финнов составляла около 150 тысяч человек, в основном населявших юг современной провинции Саво. С XVI века начинается финская колонизация юго-западных, а затем и северных регионов. Для этой колонизации также был характерен локальный эффект основателя, так как заселение отдельных регионов страны производилось небольшими группами, в дальнейшем почти не имевшими последующего притока населения.

## Список финских наследственных заболеваний
К редким наследственным заболеваниям, встречающимися в Финляндии гораздо чаще в сравнении с другими популяциями, относятся врождённый нефротический синдром финского типа, аспартилгликозаминурия, ранний детский цероидлипофусциноз, врождённая гиперплазия коры надпочечников, врождённая дистрофия стромы роговицы, Синдром Ашера III типа, карликовость Мелбри и другие.